# MÁV M601
A MÁV M601 a MÁV részére tervezett, nem villamosított pályákra szánt nagy terhelhetőségű univerzális dízel-villamos mozdony prototípusa volt. A MÁV a dízelesítés kezdetekor a járműparkot modernizálni szerette volna. Ezt egy olyan mozdonnyal szerette volna megoldani, amelynek fenntartási költségei a gőzmozdonyokéhoz képest alacsony, ám hatásfoka nagyobb, és felér legalább az akkor üzemben lévő gőzmozdonyok teljesítményével is. A MÁV és a központi vezetés a hazai ipart kívánta támogatni, így a Ganz szakembereit bízták meg a mozdonytípus kifejlesztésével.

## Története
A tervezett mozdony erőforrása egy 2000 lóerős Ganz XVI Jvf 270/340 típusú 16 hengeres Jendrassik-féle feltöltős dízelmotor volt, amit Jendrassik György 1947-ben fejlesztett ki. A motor 1953-ban készült el, de Erőssy Lajos, aki a motor gyártását vezette, 1952-ben bekövetkezett halála miatt már nem érhette meg. A DVM-3 típusú, DVM-3-1 altípusú mozdony 1957-ben készült el. Még ugyan ebben az évben megkezdődtek a mozdony próbái. A mozdony egyik próbájának egy, a dízelmotorban bekövetkezett hajtórúdszakadás vetett véget. Ennek következménye a dízelmozdony fejlesztésének befejezése lett, mivel a dízelmotor súlyosan megsérült. A baleset oka valószínűleg az elégtelen minőségű alapanyag volt. Az ilyen típusú meghibásodásoknál rendszerint a motor főbb részei, köztük a forgattyúház is annyira megsérül, hogy az adott motor nem javítható. Új motor készítését a gyár nem vállalta, ebben szerepet játszhatott Jendassik 1947-es emigrációja, illetve Erőssy 1952-ben bekövetkezett halála is. A mozdonyt 1957-ben félreállították, és többet hozzá sem nyúltak. Ezzel a balesettel elveszett a Ganz lehetősége a KGST-országok nagy dízelmozdonnyal való ellátására. Ezt a célt később a szovjet iparnak sikerült elérnie.

## Műszaki jellemzése
A tervekben feltöltéssel együtt 1470 kW (2000 LE) teljesítmény szerepelt. A motor 311 literes lökettérfogata mellett feltöltés nélkül 750 1/min fordulatszámon 1066 kW teljesítményt adott le. A motort a próbapadi vizsgálatok és nyúzópróbák után egy mozdonyba építették, melynek szerkesztésében felhasználták az akkoriban gyártott villamos mozdonyok berendezéseit és járműszerkezeti elemeit, ezzel létrehozva egy fővonali univerzális mozdonyt. A mozdonynak külön segédüzemi gépcsoportja volt, és a vonatfűtésről külön gőzkazán gondoskodott. A mozdony tömege elérte a 141 tonnát, mely nagyobb volt a hattengelyes mozdonyok megengedett tömegénél, így az M601-es (DVM-3) mozdony forgóvázaiba egy-egy futókerékpárt kellett építeni (1Co’ Co1’ tengelyelrendezés). A mozdony tapadási tömege 108 tonna volt.
A Ganz gyárnak csak a 17/24 típusú motorok fejlesztését engedélyezték, a kisebb dízelmotorok gyártási jogát a győri Rába kapta meg. A 17/24 típusú motorok maximális teljesítménye abban az időben 1000 LE (736 kW) lehetett.